# Koblentz
Koblentz ist eine Gemeinde im Landkreis Vorpommern-Greifswald von Mecklenburg-Vorpommern. Die Gemeinde wird vom Amt Uecker-Randow-Tal mit Sitz in der Stadt Pasewalk verwaltet.

## Geografie
Koblentz liegt im östlichen Vorpommern in der südlichen Ueckermünder Heide und am Rande des Randowbruchs, etwa zehn Kilometer östlich von Pasewalk und wenige Kilometer westlich von der deutsch-polnischen Grenze entfernt.
Der Große Koblentzer See, ein Naturschutzgebiet, befindet sich in direkter Nachbarschaft der Gemeinde. Der Fluss Randow bildet die östliche Ortsbegrenzung.
Umgeben wird Koblentz von den Nachbargemeinden Viereck im Norden, Rothenklempenow im Osten, Zerrenthin im Süden sowie Krugsdorf im Westen.

### Ortsteile
- Breitenstein
- Peterswalde

## Geschichte

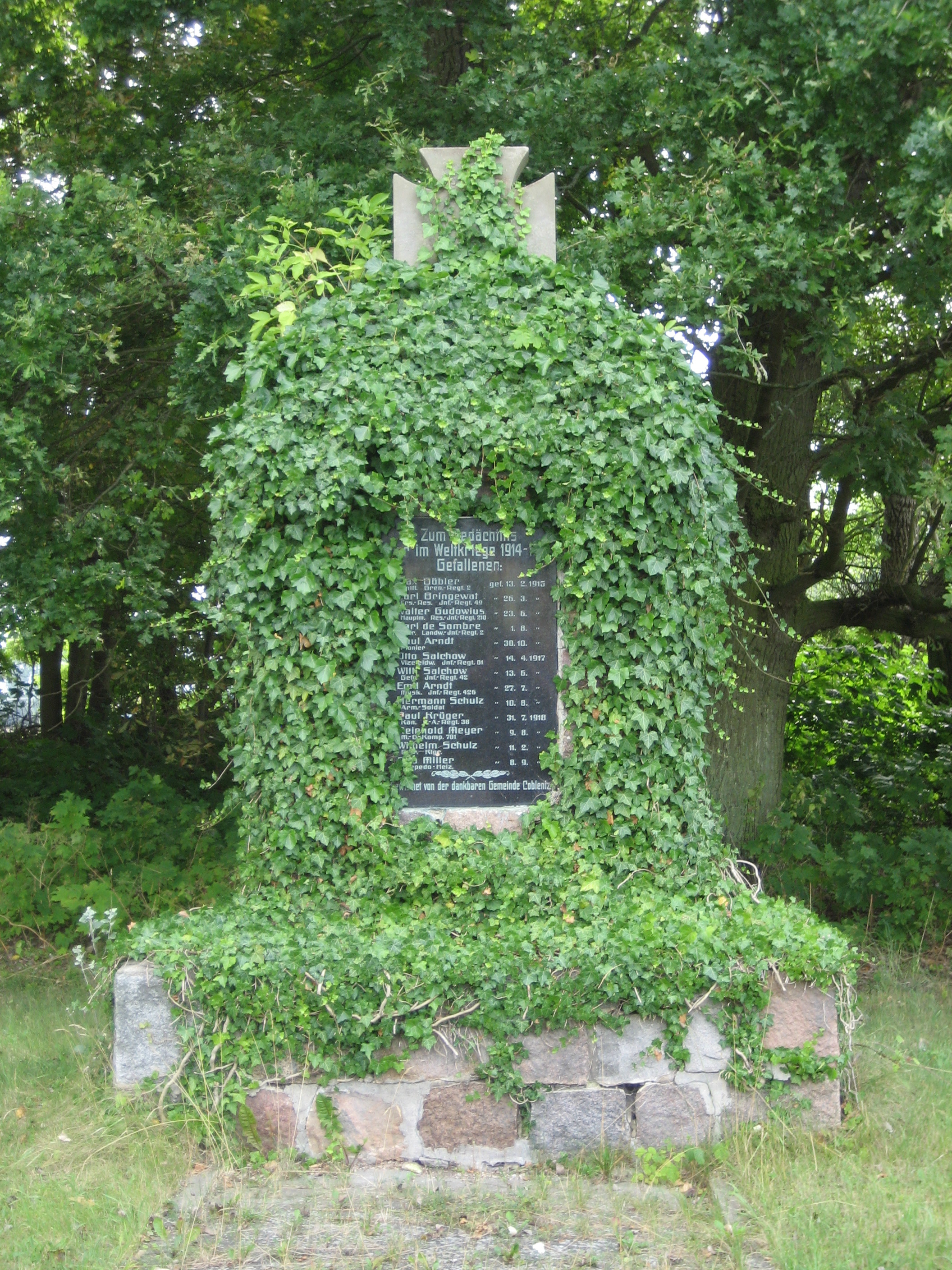
Kriegerdenkmal für die im Ersten Weltkrieg gefallenen 13 Soldaten aus Koblentz.

Koblentz wurde im Jahr 1293 erstmals urkundlich erwähnt als „colbcutz“ (slawisch für „Salzwiese“). In dem später „Coblentz“ geschriebenen Ort wurde vermutlich schon damals Siedesalz gewonnen. Bereits 1296 ist ein Ritter Friedrich von Eickstedt (✝1309) aus dem „castrum clempenowe“ (Rothenklempenow) erwähnt. Während Koblentz ab 1490 als Lehen im Besitz der Familie von Muckerwitz war, wechselte es 1579 als Rittergut wieder in den Besitz der nach wie vor in Rothenklempenow ansässigen Familie von Eickstedt zurück. Schon zwei Jahre früher, 1577, ist in Koblentz eine Kirchengemeinde erwähnt. Gegen Ende des 16. Jahrhunderts wurde die Salzgewinnung im und um den Ort eingestellt. Die Gutsherren der von Eickstedt üben über Generationen in der Titulatur die besondere Funktion eines Erb-Kämmerers des Herzogtum Vorpommern aus und dienen in schwedischen Diensten. Nach alten Matrikel gehören 1631 dem Landrat Caspar von Eickstedt zu Coblentz 32 Landhufen.
Seit der im Jahr 1818 in Preußen durchgeführten grundlegenden Verwaltungsreform, mit der Neuorganisation der Provinzen, Regierungsbezirke und Kreise, gehörte Koblentz von 1818 bis 1950 zum Landkreis Ueckermünde im Regierungsbezirk Stettin in der preußischen Provinz Pommern. Zum Gutskomplex Koblentz gehörten die so genannten Ackerwerke und Holländereien Peterswalde, Carolinenhof, Kranichhorst, Riesenbrück, Damm und Ochsenkopf. Um die Mitte des 19. Jahrhunderts, in den Jahren 1853/54, ließ Baron Rudolf von Eickstedt, der seine Ausbildung am anerkannten Pädagogium Putbus erhielt, in Koblentz von dem Architekten Friedrich Hitzig ein Mausoleum im klassizistischen Stil als Grablege für seine Familie errichten. Nach dem Einsturz der alten Koblentzer Feldsteindorfkirche wurde das Mausoleum dann seit 1897 und noch bis heute als Dorfkirche genutzt (siehe unten).
Im Jahr 1895 war das Rittergut zunächst von dem Geschäftsmann und Eisenbahnunternehmer Schweder („Randower Kleinbahn“) gekauft worden, wechselte aber in den nächsten Jahren mehrmals den Besitzer und wurde 1898 schließlich an die Familie von Bülow verkauft. Das 745 ha umfangreiche Rittergut befand sich so bis 1928 im Besitz des Adolf von Bülow (1855–1928). Der Gutsbesitzer und Major war seit 1881 mit Armgard von Kalitsch-Nutha verheiratet. Einige Zeit gehörte das Gut noch dem Vetter, Regierungsassessor Cai von Bülow-Wittmoldt (1890–1969), bis er es verkaufte. Während des Ersten Weltkrieges von 1914 bis 1918 war Koblentz von Kampfhandlungen oder Kriegseinwirkungen nicht betroffen. Jedoch hatte der Ort trotzdem Opfer zu verzeichnen. So waren bis zum Kriegsende 13 Soldaten die aus dem Ort stammten gefallen. Im Jahr 1925 hatte die Gemeinde Koblentz 484 Einwohner, die auf 95 Haushaltungen verteilt waren. Um das Jahr 1930 hatte die Gemarkung der Gemeinde Koblentz eine Flächengröße von 28,3 km², und auf dem Gemeindegebiet standen zusammen 36 Wohnhäuser an den folgenden sechs verschiedenen Wohnorten:
- Breitenstein
- Damm
- Koblentz
- Marienthal
- Peterswalde
- Waldfriede

Im Jahr 1939 waren in Koblentz 513 Einwohner registriert. Karl Degener-Heiningen war der letzte Gutsbesitzer in Koblentz, 756 ha, Verwalter Georg Stoeckel. Des Weiteren besaß Degener zusätzlich noch 217 ha (See). Größere Bauernhöfe mit Werten um die 20 ha gehörten den Familien M. Raddatz, A. Salchow sowie M. Scherping.
Im Jahr 1980 waren es nur noch 350 Einwohner im Ort. Mit der DDR-Kreisreform 1950 wurde dann aus großen Teilen des Landkreises Ueckermünde, einigen Gemeinden des von 1818 bis 1939 und erneut von 1945 bis 1950 bestehenden Landkreises Randow sowie einigen Gemeinden des bis 1950 bestehenden Landkreises Prenzlau der neue Kreis Pasewalk im Land Mecklenburg gebildet, zu dem dann auch Koblentz gehörte. Am 1. Juli 1950 wurde die bis dahin eigenständige Gemeinde Marienthal eingegliedert. Durch die im Juli 1952 durchgeführte Auflösung der Länder und Bildung der Bezirke in der DDR, gehörte Koblentz, trotz der 1952 ebenfalls erneut erfolgten Gründung eines Kreises Ueckermünde, weiter zum Kreis Pasewalk und war bis ins Jahr 1990 Teil des Bezirkes Neubrandenburg. Im Jahr 1990 entstand mit der Deutschen Wiedervereinigung das Land Mecklenburg-Vorpommern nach 1945 zum zweiten Mal neu. Durch die Kreisgebietsreform in Mecklenburg-Vorpommern von 1994 wurden aus den drei DDR-Kreisen Pasewalk, Ueckermünde und Strasburg der neue Landkreis Uecker-Randow gebildet, dem Koblentz bis 2011 angehörte. Durch eine erneute Kreisgebietsreform in Mecklenburg-Vorpommern im Jahr 2011 gehört Koblentz seitdem zum neu gebildeten Landkreis Vorpommern-Greifswald.
Während das Gutshaus Koblentz noch 1945 durch sowjetisches Militär durch Brandstiftung zerstört worden war, ging das Mausoleum 1956 per Grundbucheintrag in den Besitz der Gemeinde Koblentz über. Seit November 2013 gibt es einen Förderverein im Dorf der sich für den Erhalt, die Sanierung und Pflege sowie die kulturelle Nutzung des Mausoleums sowie des angrenzenden etwa 1 ha großen Parks einsetzt. Zugleich gibt der Verein ein monatlich erscheinendes, eine Seite umfassendes Mitteilungsblatt mit dem Namen „KOMA – Neues aus der Gruft“ heraus, in dem dieser über seine Aktivitäten rund um das Mausoleum berichtet.

### Historische Begebenheit
Am 17. August 1800 war Heinrich von Kleist in Koblentz, um seinen Freund Ludwig von Brockes abzuholen. Am 22. reist er wieder nach Berlin ab.

### Entwicklung der Einwohnerzahl
| Jahr | Einwohner | Quelle |
| ---- | --------- | ------ |
| 1910 | 314 *     | [ 16 ] |
| 1925 | 484       | [ 11 ] |
| 1933 | 432       | [ 17 ] |
| 1939 | 513       | [ 17 ] |
| 1980 | 350       |        |
| 1990 | 319       | [ 18 ] |
| 1995 | 343       | [ 18 ] |
| 2000 | 291       | [ 18 ] |
| 2005 | 257       | [ 18 ] |
| 2010 | 236       | [ 18 ] |
| 2011 | 227       | [ 18 ] |
| 2012 | 220       | [ 19 ] |

* Dorf Koblentz (256 Einwohner) und Gutsbezirk Koblentz (58 Einwohner)

## Politik

### Gemeindevertretung und Bürgermeister
Der Gemeinderat besteht (inkl. Bürgermeisterin) aus 7 Mitgliedern. Die Wahl zum Gemeinderat am 26. Mai 2019 hatte folgende Ergebnisse:
| Partei/Bewerber             | Prozent | Sitze |
| --------------------------- | ------- | ----- |
| Wählergemeinschaft Koblentz | 82,90   | 5     |
| Einzelbewerber M. Grygula   | 17,10   | 1     |

Bürgermeisterin der Gemeinde ist seit 1992 Ingelore Grygula, sie wurde mit 70,71 % der Stimmen wiedergewählt.

### Wahlen
Bei der Landtagswahl in Mecklenburg-Vorpommern 2011 stimmten 33 Prozent der Wähler von Koblentz für die rechtsextreme NPD, die damit stärkste Partei wurde.

### Dienstsiegel
Die Gemeinde verfügt über kein amtlich genehmigtes Hoheitszeichen, weder Wappen noch Flagge. Als Dienstsiegel wird das kleine Landessiegel mit dem Wappenbild des Landesteils Vorpommern geführt. Es zeigt einen aufgerichteten Greifen mit aufgeworfenem Schweif und der Umschrift „GEMEINDE KOBLENTZ * LANDKREIS VORPOMMERN-GREIFSWALD“.

## Sehenswürdigkeiten
Kirche

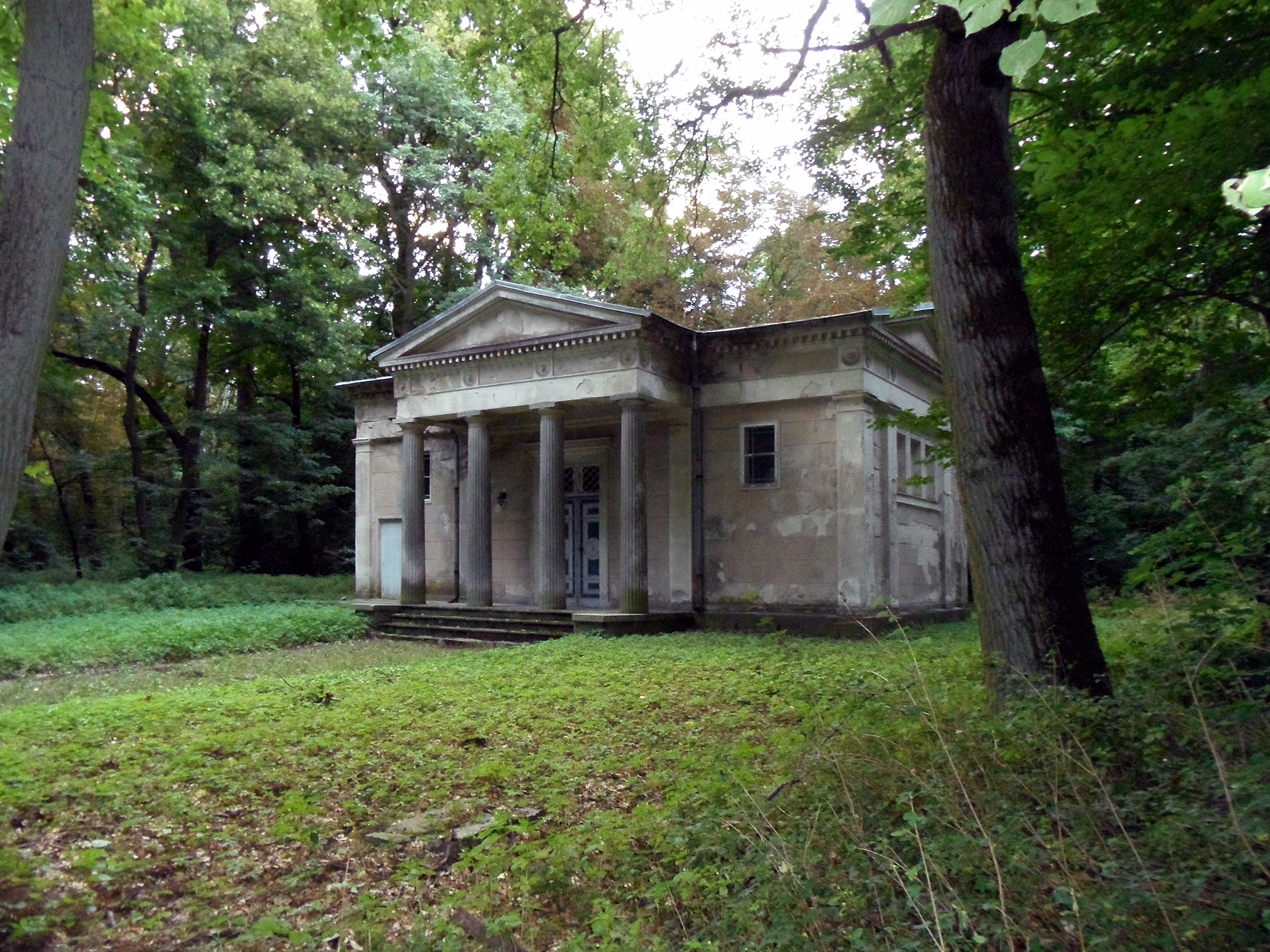
Dorfkirche und Mausoleum (Baujahr 1853/54) der Familie Eickstedt.

Die christlichen Einwohner von Koblentz gehören mehrheitlich der evangelischen Konfession an. Im Jahr 1925 gab es in der Dorfgemeinde Koblenz 78 Katholiken.
Bis zu deren Einsturz 1897 befand sich in Koblentz eine alte Feldsteinkirche aus dem Mittelalter. Die heutige Dorfkirche Koblentz wurde im Zeitraum 1853–1854 ursprünglich als Mausoleum und Grablege für die Familie von Eickstedt erbaut. Es handelt sich um einen spätklassizistischen Putzbau mit Säulenportikus, der, einzigartig für die gesamte Region, aus vier aus Elbsandstein gefertigten, 3,8 Meter hohen Säulen besteht, die aus einem Stück gefertigt wurden. Den Entwurf für das Mausoleum fertigte der Architekt Friedrich Hitzig an. Im Innern der Kirche befindet sich eine Kassettendecke über Pfeilern. Der Kanzelaltar aus der früheren Koblentzer Dorfkirche stammt aus dem 18. Jahrhundert und ist mit reich geschnitzten Wangen und zwei weiblichen Figuren mit Wappenschilden unter dem Schalldeckel versehen. Am Kanzelkorb sind die Evangelisten und Christus am Kreuz dargestellt. Seit 1897 wird das Gebäude als Kirche der evangelischen Gemeinde genutzt. Koblentz ist ein Kirchdorf im Pfarrsprengel Zerrenthin, der zum Kirchenkreis Pasewalk der Pommerschen Evangelischen Kirche mit Sitz in Greifswald gehört.
Die katholischen Einwohner in Koblentz gehören zur Pfarrei Pasewalk-Strasburg-Viereck mit Sitz in Pasewalk, die in das Dekanat Vorpommern im Erzbistum Berlin integriert ist.

## Wirtschaft und Infrastruktur
Haupterwerbszweig in Koblentz ist die Landwirtschaft, insbesondere die Milchviehhaltung.

### Verkehrsanbindung
Fünf Kilometer südlich im Nachbarort Zerrenthin besteht Bahnanschluss und Anschluss an das Bundesstraßennetz (B 104), jeweils nach Pasewalk oder Stettin.

## Persönlichkeiten
- Friedrich Wilhelm von Eickstedt-Peterswald (1703–1772), preußischer geheimer Staatsrat und Kriegsminister